# Akron Indoors 1973
L'Akron Indoors 1973 è stato un torneo di tennis giocato sul sintetico indoor. È stata la 1ª edizione del torneo, che fa parte del Women's International Grand Prix 1973. Si è giocato a Akron negli USA dal 19 al 25 marzo 1973.

## Campionesse

### Singolare
Chris Evert ha battuto in finale  Ol'ga Morozova con il punteggio di 6–3, 6–4

### Doppio
Patti Hogan /  Sharon Walsh hanno battuto in finale  Patricia Bostrom /  Michèle Gurdal con il punteggio di 7–5, 6–4